# Joseph Wilpert

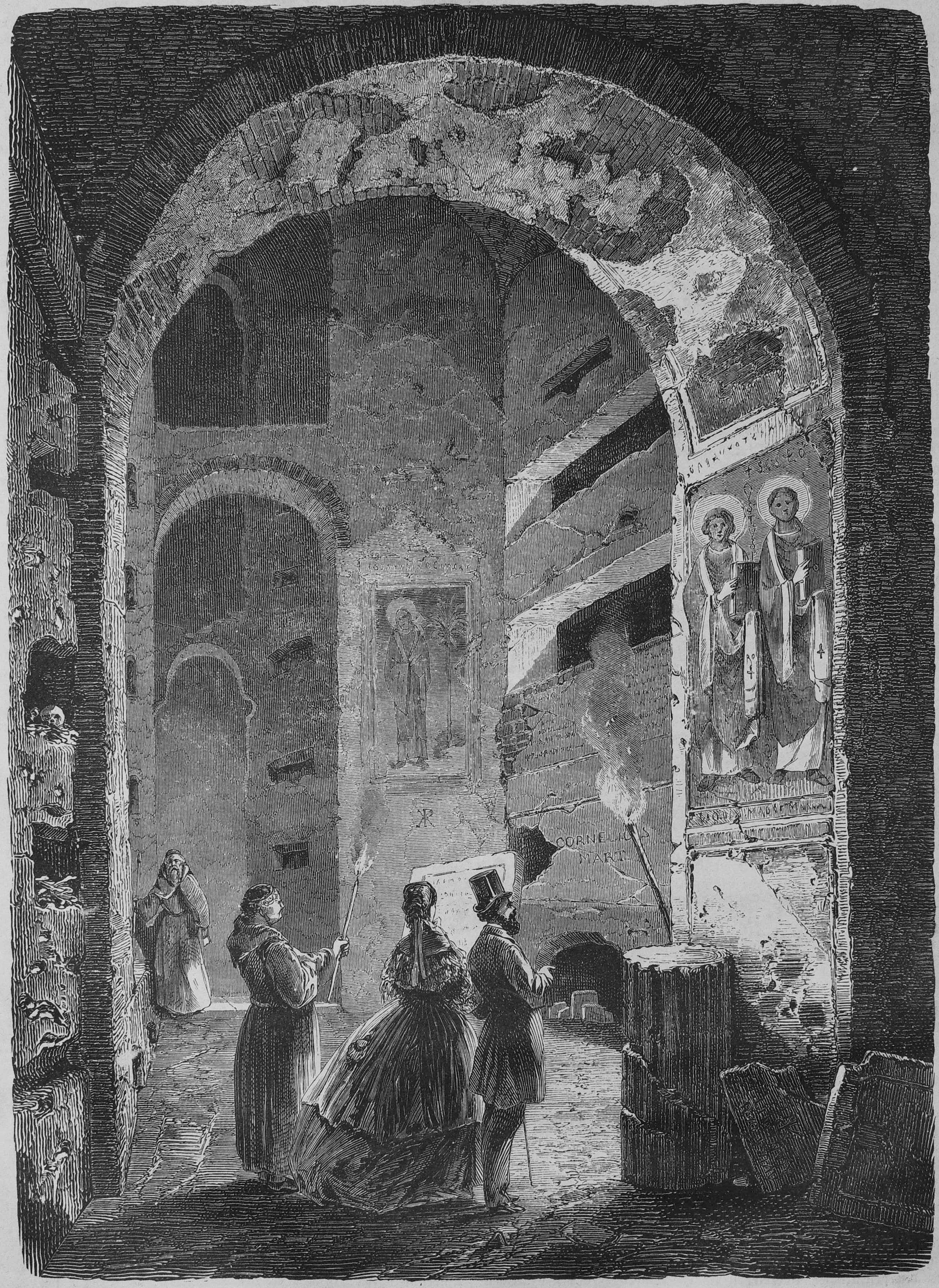
Katakumby Rzymu ok. połowy XIX wieku

Joseph (Josef, Józef) Wilpert (ur. 21 sierpnia 1857 w Dzielowie, zm. 13 lutego 1944 w Rzymie) – niemiecki naukowiec pochodzenia polskiego, duchowny katolicki, badacz archeologii chrześcijańskiej.

## Życie i działalność
Pochodził z chłopskiej rodziny z Dzielowa (niem. Eiglau) na Opolszczyźnie, o zgermanizowanym w XVIII wieku nazwisku Zwierzyna, i był drugim z pięciorga dzieci małżonków Anastazego i Marianny Wilpertów. Po ukończeniu w 1877 roku gimnazjum w Głubczycach (niem. Leobschütz), podjął studia filozoficzne, a później teologiczne na uniwersytecie w Innsbrucku. Święcenia kapłańskie przyjął w lipcu 1883 roku.
W 1884 udał się do Rzymu, gdzie będąc kapelanem w Collegio Teutonico di Santa Maria di Camposanto, rozpoczął studia archeologiczne i paleograficzne pod kierunkiem G.B. de Rossiego oraz rektora uczelni A. de Waala. W 1893 dokonał doniosłego odkrycia fresków w katakumbach Pryscylli (Capella Greca, pol. Kaplica grecka). Po wybuchu I wojny światowej zmuszony do opuszczenia Rzymu jako obywatel niemiecki. Po przejściowym pobycie we Fryburgu Bryzgowijskim i Wrocławiu powrócił w 1919 do Rzymu, gdzie otrzymał stanowisko wykładowcy (1926) w Instytucie Archeologii Chrześcijańskiej (wł. Pontificio Istituto di Archeologia Cristiana), kierowanym przez J.P. Kirscha. W latach 1933–1934 odbywał podróże naukowe do Francji, Hiszpanii, Algierii, Tunezji.
Pierwsze wyniki badań nad sztuką wczesnochrześcijańską i katakumbami publikował w „Römische Quartalschrift für christliche Altertumskunde und Kirchengeschichte”. Uznając za niedostateczne prace XVII-wieczne dotyczące malarskiego zdobnictwa katakumb, podjął ich rozszerzone i pogłębione badania. Wyniki ogłosił w fundamentalnej dwutomowej monografii (1903), w której reprodukcje malowideł wykonano w nowej technice fotoakwarelowego kolażowania. Inne ważne prace poświęcił wczesnochrześcijańskim mozaikom i sarkofagom. Był także autorem naukowej autobiografii.

## Ważniejsze publikacje
- Principienfragen der christlichen Archäologie mit besonderer Berücksichtigung der „Forschungen” von Schultze, Hasenclever und Achelis. Freiburg (Breisgau): Herder, 1889
- Die Katakombengemälde und ihre alten Copien. Eine ikonographische Studie. Freiburg (Breisgau): Herder, 1891
- Die Malereien der Katakomben Roms. Freiburg (Br.): Herder, 1903 (2 tomy; równoległe wydanie włoskie Le pitture delle catacombe romane)
- Die römischen Mosaiken und Malereien der kirchlichen Bauten vom IV. bis XIII. Jahrhundert. Freiburg (Br.): Herder, 1916 (4 tomy z suplementem)
- I sarcofagi Cristiani antichi. Città del Vaticano: Pontificio Istituto di Archeologia Cristiana, 1929-1936 (5 tomów z suplementem)
- La fede della Chiesa nascente. Secondo i monumenti dell'arte funeraria antica. Città del Vaticano: Pontificio Istituto di Archeologia Cristiana, 1938
- Erlebnisse und Ergebnisse im Dienste der christlichen Archäologie. Rückblick auf eine fünfundvierzijährige wissenschaftliche Tätigkeit in Rom. Freiburg (Br.): Herder, 1930 [autobiografia]